# امیلیا پرز
امیلیا پرز (انگلیسی: Emilia Pérez) یک فیلم جنایی موزیکال فرانسوی اسپانیایی‌زبان محصول ۲۰۲۴ به نویسندگی و کارگردانی ژاک اودیار است که بر اساس لیبرتوِ اپرای اودیار به همین نام ساخته شده است که به نوبه خود از رمان گوش کن اثر بوریس رازون در سال ۲۰۱۸ اقتباس شده است. زوئی سالدانا، کارلا سوفیا گاسکون، سلنا گومز، آدریانا پاز، مارک ایوانیر و ادگار رامیرز در این فیلم ایفای نقش می‌کنند. این فیلم دربارهٔ یک رهبر کارتل مکزیکی (گاسکون) است که از یک وکیل (سالدانا) درخواست کمک می‌کند تا دست به عمل گذار جنسیت بزند. آهنگ‌های غیراقتباسی فیلم توسط کامیل و موسیقی غیراقتباسی آن توسط کلمان دوکول ساخته شده است. بخش‌های رقص فیلم توسط دیمین جالت طراحی شده است.
این فیلم نخستین بار در ۱۸ مهٔ ۲۰۲۴ در هفتاد و هفتمین جشنواره فیلم کن به نمایش درآمد و در بخش رقابتی برای کسب نخل طلا انتخاب شد؛ این فیلم در این جشنواره، جایزه هیئت داوران و جایزه بهترین بازیگر زن برای گروه بازیگران زنانه‌اش دریافت کرد. این فیلم در ۲۱ اوت ۲۰۲۴ توسط پته در فرانسه اکران شد. این فیلم به عنوان فیلم فرانسوی بهترین فیلم بلند بین‌المللی در نود و هفتمین دوره جوایز اسکار انتخاب شد. امیلیا پرز در هشتاد و دومین مراسم گلدن گلوب با ۱۰ نامزدی، نامزدشده‌ترین فیلم کمدی یا موزیکال در تاریخ گلدن گلوب شد و چهار جایزه شامل بهترین فیلم – موزیکال یا کمدی و بهترین فیلم خارجی‌زبان را برنده شد. کارلا سوفیا گاسکون نخستین زن ترنس بود که نامزد جایزه گلدن گلوب بهترین بازیگر زن – فیلم موزیکال یا کمدی شد. علاوه بر این، این فیلم از سوی انستیتوی فیلم آمریکا به عنوان یکی از ۱۰ فیلم برتر سال ۲۰۲۴ برگزیده شد، و به عنوان نمایندهٔ فرانسه برای نامزدی بهترین فیلم بین‌المللی در نود و هفتمین دوره جوایز اسکار انتخاب شد.
این فیلم در ایالات متحده و اروپا، به‌خاطر کارگردانی، موسیقی، اجراها و مضامین مورد تحسین قرار گرفت، اما در مکزیک که داستان فیلم در آن‌جا رخ می‌دهد، با استقبال ضعیفی مواجه شد و بسیاری به بازنمایی نادرست فرهنگی فیلم، به‌کار بردن تفکر قالبی، دیالوگ‌های اسپانیایی و متن ترانه‌ها انتقاد وارد کردند. همچنین این فیلم از سوی برخی از گروه‌های حامی ال‌جی‌بی‌تی‌کیو به دلیل نمایش افراد ترنس مورد انتقاد قرار گرفت.